# Kunai

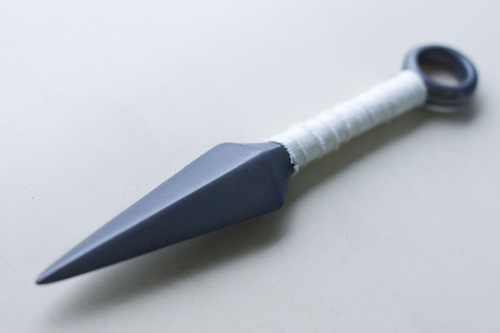
Un kunai da fiction.

I kunai (苦無?) sono armi da punta e, in misura molto minore, da taglio giapponesi risalenti all'epoca Tensho (1573-1592).

## Storia
In origine semplicemente usati come attrezzi da giardinaggio, furono in seguito modificati in coltelli e dati in dotazione nell'armamentario dei ninja, che potevano così tenerli nella propria dimora senza suscitare il sospetto che si trattasse di armi.

## Uso

### Nel combattimento
I kunai, contrariamente a quanto spesso mostrato in vari media, non nascevano per essere lanciati. Di solito venivano impugnati con la punta rivolta verso l'esterno, essendo un'arma particolarmente corta, per averne miglior controllo. Poco affilati ma molto appuntiti, avevano largo impiego nel bloccare eventuali spade nemiche e nel colpire di punta.
Occasionalmente i kunai venivano anche lanciati. 

### Fuori dal combattimento
I kunai avevano impiego anche come punteruoli e per scavare buche.